# Our Zoo
Our Zoo är en brittisk TV-serie i sex delar. Serien, som handlar om George Mottershead och hur han grundade Chester Zoo, hade premiär 3 september 2014 på BBC One och är regisserad av Andy De Emmony med manuskriptet skrivet av Matt Charman. Den sändes i Sveriges Television med början den 29 juni 2016 med repris i december 2016.

## Skådespelare (i urval)
- Lee Ingleby som George Mottershead
- Liz White som Lizzie Mottershead
- Anne Reid som Lucy Mottershead
- Peter Wight som Albert Mottershead
- Ralf Little som Billy Atkinson
- Sophia Myles som lady Katherine Longmore
- Stephen Campbell Moore som kyrkoherde Aaron Webb
- Amelia Clarkson som Muriel Mottershead
- Honor Kneafsey som June Mottershead